# 오구라촌 (니가타현)
오구라촌(小倉村)은 니가타현 사도군에 설치되었던 촌이다. 현재의 사도시에 해당한다.